# Дедегкаевы
Дедегка́евы (осет. Дедегкатæ) — дигорская фамилия.

## Антропонимика
Согласно фамильным преданиям Дедегкаевых, имя родоначальника Дедегка происходит от слова (дигор. деденæг) — ‘цветок’.
Из турецкого dedik ‘сказанное, произнесенное’ + а (перед которым удваивается согласная буква к; придает слову оттенок ласкат).

## Происхождение
Считается, что родоначальником фамилии Дедегкаевых является некий переселенец из Ассии (Балкария) по имени Машико (примерно XVI век). У него было три сына: Тауит, Къеурос и Дедегка.

## Генеалогия
Родственными фамилиями (осет. æрвадæлтæ) Дедегкаевых являются Кевросовы и Тавитовы.
Генетическая генеалогия
411447 — Dedegkaev — E1b1b1a1b1a V13+ (DYS393=12) > E-FT7781

## Известные носители
- Альберт Гагеевич Дедегкаев (1940) — академик, доктор технических наук, профессор, завкафедрой «Промышленная электроника» СКГТУ.
- Виктор Хасанбиевич Дедегкаев (1948) — российский учёный-педагог, доктор экономических наук, профессор.
- Казбек Иссаевич Дедегкаев (1944–2016) — советский и российский тренер по вольной борьбе, мастер спорта СССР, заслуженный тренер России.
- Казбек Магометович Дедегкаев (1945) — прославленный тренер по вольной борьбе, мастер спорта ,заслуженный тренер СССР, России и Узбекистана.
- Тазарет Темурканович Дедегкаев (1934–1987) — советский физик, специалист и изобретатель в области исследования полупроводниковых материалов.